# Brötarna
Brötarna este o arie protejată (arie specială de conservare — SAC, sit de importanță comunitară — SCI, arie de protecție specială avifaunistică — SPA) din Suedia întinsă pe o suprafață de 3.623,1 ha, integral pe uscat.

## Localizare
Centrul sitului Brötarna este situat la coordonatele 62°50′57″N 14°07′47″E / 62.8492°N 14.1297°E.

## Înființare
Situl Brötarna a fost declarat arie de protecție specială avifaunistică în decembrie 1996 pentru a proteja 16 specii de animale. Alte tipuri de protecție:
- sit de importanță comunitară (în ianuarie 1997)
- arie specială de conservare (în martie 2011)[1][3][4]

## Biodiversitate
Situată în ecoregiunea boreală, aria protejată conține 5 habitate naturale: Mlaștini turboase de tranziție și turbării mișcătoare, Mlaștini împădurite, Taiga vestică, Lacuri și iazuri distrofice naturale, Turbării Aapa.
La baza desemnării sitului se află mai multe specii protejate:
- păsări (14): minunița (Aegolius funereus), ciuf de câmp (Asio flammeus), cocoșul de mesteacăn (Bonasa bonasia), lebădă de iarnă (Cygnus cygnus), ciocănitoare neagră (Dryocopus martius), șoim de iarnă (Falco columbarius), cufundar mic (Gavia stellata), cocor (Grus grus), ciocănitoare de munte (Picoides tridactylus), ploier auriu (Pluvialis apricaria), Sterna paradisaea, cocoșul de mesteacăn (Tetrao tetrix tetrix),  cocoș de munte (Tetrao urogallus), fluierar de mlaștină (Tringa glareola)
- mamifere (2): gluton (Gulo gulo), râs eurasiatic (Lynx lynx)